# Новоросійка (Табунський район)
Новоросі́йка (рос. Новороссийка) — село (в минулому селище) у складі Табунського району Алтайського краю, Росія. Входить до складу Лебединської сільської ради.

## Населення
Населення — 49 осіб (2010; 61 у 2002).
Національний склад (станом на 2002 рік):
- росіяни — 64 %